# Зиданий Мост (Требнє)
Зиданий Мост (словен. Zidani Most) — поселення в общині Требнє, регіон Південно-Східна Словенія, Словенія.